# 373-я (хорватская) пехотная дивизия (вермахт)
373-я (хорватская) пехотная дивизия (нем. 373. Infanterie-Division (kroatische), хорв. 373. (hrvatska) pješačka divizija «Tigar») — тактическое соединение сухопутных войск вооружённых сил нацистской Германии периода Второй мировой войны. Вторая из сформированных из числа хорватов т. н. легионерских дивизий. Известна под прозвищем «Тигр-дивизия».

## История
Официально объявлено было о создании дивизии 25 января 1943. Солдаты проходили обучение в Дёллерсхайме, австрийском военном лагере. Дивизия принимала участие в боях в Югославии против югославских партизан в составе 15-го горного корпуса 2-й танковой армии. В августе 1943 года вела бои против 5-го корпуса НОАЮ, боролась с 4-м и 8-м корпусами НОАЮ в долинах рек Уны, Саны и Врбаса, а также обороняла реки Саву и Динару.
В ходе операции «Рессельшпрунг» боевая группа 384-го полка деблокировала парашютистов СС из окружения в Дрваре. 3-й батальон и штаб 383-го полка были уничтожен полностью в ходе Книнской операции 1944 года, с которой и началось постепенное истребление дивизии. После Личко-Приморской и Карловацкой операций дивизия была де-факто уничтожена 20 марта 1945. 4 мая 1945 сдались последние солдаты дивизии.

## Структура дивизии
- 383-й легионерский пехотный полк
- 384-й легионерский пехотный полк
- 373-й легионерский артиллерийский полк
- 373-й разведывательный батальон
- 373-й противотанковый батальон
- 373-й инженерный батальон